# Підмаренник середній
{{#ifeq:0|0|{{#if:|{{#if:Galiumintermedium|[[]}}|}}}}
Підмаренник середній, підмаренник посередній (Galium intermedium) — вид рослин родини маренові (Rubiaceae), поширений у Європі.

## Опис
Багаторічна рослина завдовжки (30)40–100 см. Середні стеблові листки від лінійно-ланцетних до подовжено-еліптичних, 1.5–6 см завдовжки, 3–14 мм завширшки. Квітки до 10 мм довжиною. Лопаті віночків на верхівці зазвичай витягнуті у вістрі, ≈ 0.5 мм довжиною. Плоди 1.5–1.8 мм шириною.

## Поширення
Поширений у Європі (Австрія, Литва, Латвія, Естонія, Білорусь, Болгарія, Росія, Чехія, Словаччина, Франція, Німеччина, Угорщина, Польща, Молдова, Румунія, європейська Туреччина, Україна, Хорватія, Словенія, Сербія).
В Україні зростає в лісах — у Закарпатті, Карпатах, Прикарпатті, Розточчі–Опіллі, західному й правобережному Поліссі та Лісостепу.